# Heroes of Might and Magic IV
Heroes of Might and Magic IV sau Heroes IV este un joc video de strategie pe ture creat de Jon Van Caneghem și New World Computing și distribuit de 3DO Company în 2002 pentru Microsoft Windows. Jocul este ultimul din serie care a fost creat de New World Computing. O versiune pentru Macintosh a fost editată de Contraband Entertainment și a fost distribuită tot de 3DO. A avut două continuări oficiale: The Gathering Storm și Winds of War și una neoficială, Heroes of Might and Magic IV: Equilibris Mod.

## Caracteristici
Jocul este foarte diferit față de celelalte din serie, având doar 6 rase/orașe față de Heroes of Might and Magic III, in care erau 8 in jocul original. Prima schimbare este că intr-o armată pot fi mai mulți eroi, iar creaturile pot merge pe hartă fără ajutorul unui erou (dar nu pot captura mine, orașe ș.a.m.d). Eroii pot fi omorâți în luptă, participând pe câmpul de bătălie. Ei pot fi înviați în castel sau la Sanctuar. Altă schimbare este faptul că trupele nu mai vin în numar de 7 ca în Heroes 3, ci în numar de 8. Ele nu pot fi îmbunătățite (engleză upgraded), dar din cele 8 se vor putea recruta doar 5. În fiecare oraș sunt 2 creaturi de nivel 1, 2 creaturi de nivel 2, 2 creaturi de nivel 3 și 2 creaturi de nivel 4. Se pot recruta ambele creaturi de nivel 1, dar pentru celelalte jucătorul trebuie să aleagă câte una.

## Povestea
Povestea continuă de la evenimentele din Heroes Chronicles: The Sword of Frost. Acolo, se prezintă faptul că elful Gelu avea Lama Armaghedonului (engleză Armageddon's Blade), iar Kilgor tocmai a primit de la soția lui, Kija, Sabia de Gheață (engleză The Sword of Frost). După cum auzise Tarnum dintr-o profeție, întalnirea celor două săbii în luptă ar aduce un cataclism care ar distruge lumea. Sabia de Gheață putea fi distrusă foarte delicat folosind Lama lui Armaghedon, dar Gelu nu a înțeles acest lucru. Cum este arătat in videoclipul de introducere în Heroes IV, elful Gelu și barbarul Kilgor se întâlnesc în luptă, distrugând planeta Enroth prin evenimentul numit Socotirea (engleză: The Reckoning). Însă în timpul acestei explozii îngrozitoare, sute de portaluri apar, salvând toată populația de pe planetă. Aceste portaluri duceau către o nouă lume numită Axeoth. Șase campanii reprezintă povestea a 6 eroi (câte unul pentru fiecare rasă/oraș). Campaniile sunt independente și povestea fiecăreia nu are legătură cu povestea alteia.

### Campania I: Adevărata Sabie
În prima campanie, se povestește cum, după ce lordul Lysander a luat rămașițele regatului Erathia de pe Enroth, a creat regatul Palaedra de pe Axeoth. Sir Worton declară că este ultimul urmaș al regelui Gryphonheart, aducând sabia acestuia. Acea sabie era de fapt o iluzie, o copie a celei originale, iar cu ea Worton a influențat populația regatului Palaedra. Lysander știa că acest om este doar un mincinos, așa că pleacă în căutarea unui oracol care poate să îl ajute pe Lysander să găsească adevărata sabie Inimă de Griffin. După aceea, Lysander o găsește și o eliberează de sub forțele uzurpatorului pe mama lui Worton, Dessete. Apoi, Lysander îl găsește pe omul care îl ținea prizonier pe tatăl lui Sir Worton, Sir Kentaine, adică pe nemilosul Mastero. Lysander îl învinge pe Mastero înainte ca forțele lui Worton să ajungă la el. Tot odată, el descoperă adevărata sabie și îl elibereaza pe Kentaine, Părinții lui Worton, Dessete și Sir Kentaine, declară că Worton este fiul lor atunci când se reîntorc în Palaedra. Când se întoarce, doar o mică parte din Palaedra mai era de partea lui Lysander. Cu puținele orașe rămase, Lysander reușește să îl captureze pe Sir Worton. Aceasta este campania cu rasa Viață (engleză: Life) și are 5 scenarii.

### Campania II: Zilele trecute de glorie
Waerjak, fiind înfiat de către Tarnum, personajul principal din seria Heroes Chronicles, vrea să unifice regatele barbare. De la evenimentul Socotirea, triburile barbare se luptă între ele pentru supremație. Daca acest lucru nu se oprește, barbarii se vor auto-anihila. Waerjak trebuie întâi să unifice aceste triburi, lucru pe care îl realizează în primul scenariu. După câteva luni de prosperitate, Waerjak a arătat că barbarii pot trăi și fără război. Micuțul lui regat era cel mai bogat din zonă, de aceea 2 dușmani pun ochii pe el. Acum, Waerjak trebuie să arate regatului său că se poate apăra de atacatori. După învingerea ce forțele inamice sunt exterminate, Vogel și Hundric, liderii invaziei, scapă, iar Waerjak află un lucru teribil: Tatăl său vitreg, Tarnum, este capturat de către Vogel Backbreaker, iar Hundric, celălalt dușman, ține sute de femei și copii ca sclavi. Waerjak nu poate salva sclavii lui Hundric dar și pe Tarnum. Amintindu-și o vorbă a lui Tarnum, care spunea că prioritate o are comunitatea, Waerjak se hotărăște să elibereze sclavii lui Hundric. Apoi, în ultimul scenariu al campaniei, Vogel, cel care l-a ucis pe Tarnum, a devenit cel mai mare dușman al regatului. Waerjak trebuie să îl învingă, pentru a arăta comunității barbare că el o poate apăra. Astfel, Waerjak aduce glorie barbarilor, așa cum era pe Enroth, cu regatul Krewlod care avea glorie datorită regelui barbar Kilgor (și cel care a provocat distrugerea planetei Enroth folosind Sabia de Gheață). Apoi, Tarnum intră în cortul lui Waerjak, spre uimirea acestuia, deoarece, așa cum este prezentat în Heroes Chronicles, Tarnum era nemuritor. Aceasta este campania rasei Putere (engleză: Might) și are 4 scenarii.